# 1 500 mètres masculin de patinage de vitesse aux Jeux olympiques de 2022
Navigation
Pyeongchang 2018 Milan-Cortina 2026
Le 1 500 mètres masculin de patinage de vitesse aux Jeux olympiques d'hiver de 2022 a lieu le 8 février 2022 à l'Anneau national de patinage de vitesse de Pékin.

## Programme
Tous les horaires correspondent à l'UTC+8.
| Date                 | Horaire         |
| -------------------- | --------------- |
| mardi 8 février 2022 | Début à 18 h 30 |

## Records
Avant cette compétition, les records dans cette discipline étaient les suivants :
| Record du monde    | 1 min 40 s 17 | Kjeld Nuis    | Pays-Bas   | 10 mars 2019    | Salt Lake City |
| Record olympique   | 1 min 43 s 95 | Derek Parra   | États-Unis | 19 février 2002 | Salt Lake City |
| Record de la piste | 1 min 46 s 81 | Ning Zhongyan | Chine      | 10 avril 2021   | Pékin          |

## Résultats
| Rang                                | Série | Couloir   | Patineur                 | Nationalité      | Temps            | Retard       |
| ----------------------------------- | ----- | --------- | ------------------------ | ---------------- | ---------------- | ------------ |
| Médaille d'or, Jeux olympiques      | 11    | Extérieur | Kjeld Nuis               | Pays-Bas         | 1 min 43 s 21 OR | —            |
| Médaille d'argent, Jeux olympiques  | 10    | Intérieur | Thomas Krol              | Pays-Bas         | 1 min 43 s 55    | + 0 s 34     |
| Médaille de bronze, Jeux olympiques | 11    | Intérieur | Kim Min-seok             | Corée du Sud     | 1 min 44 s 24    | + 1 min 3 s  |
| 4                                   | 10    | Extérieur | Peder Kongshaug          | Norvège          | 1 min 44 s 39    | + 1 s 18     |
| 5                                   | 15    | Extérieur | Connor Howe              | Canada           | 1 min 44 s 86    | + 1 s 65     |
| 6                                   | 13    | Extérieur | Joey Mantia              | États-Unis       | 1 h 45 min 26 s  | + 2 s 05     |
| 7                                   | 14    | Extérieur | Ning Zhongyan            | Chine            | 1 min 45 s 28    | + 2 s 07     |
| 8                                   | 9     | Extérieur | Sergey Trofimov          | ROC              | 1 min 45 s 32    | + 2 min 11 s |
| 9                                   | 4     | Extérieur | Marcel Bosker            | Pays-Bas         | 1 min 45 s 42    | + 2 s 21     |
| 10                                  | 13    | Intérieur | Seitaro Ichinohe         | Japon            | 1 min 45 s 53    | + 2 s 32     |
| 11                                  | 9     | Intérieur | Emery Lehman             | États-Unis       | 1 min 45 s 78    | + 2 s 57     |
| 12                                  | 15    | Intérieur | Allan Dahl Johansson     | Norvège          | 1 min 45 s 81    | + 2 s 60     |
| 13                                  | 12    | Extérieur | Bart Swings              | Belgique         | 1 min 45 s 82    | + 2 s 61     |
| 14                                  | 7     | Intérieur | Daniil Aldoshkin         | ROC              | 1 min 46 s 33    | + 3 s 12     |
| 15                                  | 3     | Intérieur | Rouslan Zakharov         | ROC              | 1 min 46 s 46    | + 3 s 25     |
| 16                                  | 12    | Intérieur | Kristian Ulekleiv        | Norvège          | 1 min 46 s 56    | + 3 s 35     |
| 17                                  | 14    | Intérieur | Takuro Oda               | Japon            | 1 min 46 s 60    | + 3 s 39     |
| 18                                  | 5     | Intérieur | Dmitriy Morozov          | Kazakhstan       | 1 min 47 s 01    | + 3 s 80     |
| 19                                  | 4     | Intérieur | Cornelius Kersten        | Grande-Bretagne  | 1 min 47 s 11    | + 3 s 90     |
| 20                                  | 6     | Extérieur | Wang Haotian             | Chine            | 1 min 47 s 13    | + 3 s 92     |
| 21                                  | 3     | Extérieur | Park Seong-hyeon         | Corée du Sud     | 1 min 47 s 59    | + 4 s 38     |
| 22                                  | 8     | Extérieur | Tyson Langelaar          | Canada           | 1 min 47 s 81    | + 4 s 60     |
| 23                                  | 2     | Extérieur | Antoine Gélinas-Beaulieu | Canada           | 1 min 48 s       | + 4 s 79     |
| 24                                  | 2     | Intérieur | Haralds Silovs           | Lettonie         | 1 min 48 s 24    | + 5 s 03     |
| 25                                  | 6     | Intérieur | Alessio Trentini         | Italie           | 1 min 48 s 33    | + 5 s 12     |
| 26                                  | 1     | Intérieur | Peter Michael            | Nouvelle-Zélande | 1 min 48 s 68    | + 5 s 47     |
| 27                                  | 5     | Extérieur | Lian Ziwen               | Chine            | 1 min 49 s 15    | + 5 s 94     |
| 28                                  | 7     | Extérieur | Casey Dawson             | États-Unis       | 1 min 49 s 45    | + 6 s 24     |
| 29                                  | 8     | Intérieur | Mathias Vosté            | Belgique         | 1 min 49 s 93    | + 6 s 72     |